# 斯内林 (南卡罗来纳州)
斯内林（英文：Snelling），是美国南卡罗来纳州下属的一座城市。城市类型是“Town”。其面积大约为2.05平方英里（5.31平方公里）。根据2010年美国人口普查，该市有人口274人，人口密度约为每平方 英里133.66人（约合每平方公里51.61人）。